# A katolikus egyház kritikája
A katolikus egyházat története során gyakran kritizálták a nézetei, gyakorlatai, hatalomvágya, erőszakossága, a klérus erkölcstelensége és korrupciója miatt. Kritizálták az egyházat a politikában való részvétele, a keresztes hadjáratok és az inkvizíció szentesítése, a különböző diktatórikus rendszerek támogatása miatt. A modern kori kritikák főleg az egyházon belüli pénzügyi és szexuális botrányokra összpontosítanak.
A kritikusok szerint a római katolikus egyház sok olyan gyakorlatot végez és tant tanít, amelyek nem egyeznek a Biblia és Jézus útmutatásaival. Ide tartozik a szentek tisztelete, az ereklye- és képtisztelet, a Mária-kultusz, a szentekhez, Máriához, a pápához intézett imádság, a halottakért való ima, a csecsemőkeresztség, a szerzetesség, a cölibátus, a gyónás, a teljes búcsú, a szentségek katolikus rendszere, a zarándoklat, a körmenetek, az átlényegülés vagy a purgatórium tana. Míg a katolikus egyház azt állítja, hogy a Szentírás a következtetések által az összeset alátámasztja, a kritikusok alapján nincs bibliai alapjuk, csak a katolikus hagyományon alapulnak.
II. János Pál pápa bocsánatot kért a múltbeli „hibákért”, beleértve az inkvizíciós eljárásokat,  a zsidóüldözést,  a nők elnyomását, más kultúrák eltiprását, a keresztes hadjáratokat, a gyermekek papok általi szexuális molesztálását,  a Galileo Galilei elleni bírósági eljárást, a „szent háborúk” alatti máglyákat, Husz János kivégzését, valamint az egyház részvételét az afrikai rabszolga-kereskedelemben.

## A kultusz
A védőszentek, a körmenetek, a mise, a klérus jelvényei  és öltözékei, az oltár, a szenteltvíz, a tömjénezés, a búcsújárások, a szentek képein levő glória stb., mind pogány eredetűek. Aligha lehet tagadni azt a tényt, hogy a kialakuló kereszténységre nagy hatással voltak a misztériumvallások, mind rituális, mind doktrinális szempontból, azonban nem kimondott szándékos másolás történt, hanem egy természetes és tudattalan folyamat. A pogány népi vallási hagyományok is éppúgy, mint a helyi mitológiák, beépültek az egyházi kultuszba és a népi Mária-tiszteletbe.

### A szentek tisztelete
A szentek tisztelete a katolikus kultusz szerves részét képezi.
A Biblia a hívő, istenfélő, példamutató életet élő embereket szenteknek nevezi. 
Ezzel szemben a katolikus egyházban sok olyan ember is bekerült a szentek közé, aki nem annyira a szentségéről, inkább a térítő munkássága vagy egyházszervezői tevékenységéről volt nevezetes (pl. Szt. István magyar király, Szt Vlagyimir kijevi nagyfejedelem  stb).

#### Védőszentek
A katolikus tanítás a „szentekről” sok tekintetben hasonlít az ősi pogány elképzelésekhez az „istenekkel” kapcsolatban. Hasonlóan a katolikus felfogáshoz, az ókori babilóniaiak is hittek abban, hogy „isteneik” egykor földön élő hősök voltak, akik egy magasabb szintre jutottak. Minden hónap és a hónapok minden napja egy külön istenség védelme alatt állt. Minden fajta probléma megoldására külön istenség létezett, egy istenség volt minden foglalkozás patrónusa, egy isten ezért, egy amazért felelős. (→ mezopotámiai mitológia) Az ókori Mezopotámiához hasonlóan a görögök is hitték, hogy az istenségek bizonyos helyeket őriznek és minden városállamnak megvolt a maga védőistene. Pallasz Athéné például Athén, Spárta és Szirakúza városának védőistennője, Hesztia a családi tűzhely, a házas és a családi élet védője volt.
Az ókori pogány Róma is felállította az élet minden területéért felelős istenek és istennők rendszerét (→ római numenek és istenek), innen már csak egy lépés volt, míg ez a rendszer beépült a római egyházba is. Mivel a pogányságból megtértek vonakodtak megválni isteneiktől, ezért őket gyakran átkeresztelték és ezután szenteknek nevezték őket. A különböző foglalkozásokért és napokért felelős istenségek elképzelése folytatódott a római katolikus szentek és azok ünnepeinek rendszerében. Szent Dénes a fejfájás, Szent Adorján a katonák és hóhérok védőszentje, vagy épp Szent Klára a televíziósok védőszentje. (→ védőszentek listája)
A népi vallási hagyományok csakúgy, mint a helyi mitológiák homogenizálódtak, vagyis beépültek ugyanabba a "szent történelembe", és a keresztény hit nyelvén fejeződtek ki.

#### Nem létező szentek
Míg a modern szentek, mint például a kanonizált XXIII. János pápa részletes életrajzzal rendelkezik, a múltbeli szentek élete közel sincs olyan jól dokumentálva. A szentek életének kritikai elemzése előtt a legendákra, mítoszokra és hagyományokra támaszkodtak életrajzuk, más néven hagiográfiák elkészítéséhez. Ezek a források rendkívül megbízhatatlanok. Lehet, hogy néhány korai hagiográfiában van egy csekély igazságmag, de nehéz megmondani, hogy mely történetek valóban megbízhatóak. Egyes népszerű szentek azonban valószínűleg soha nem léteztek:
- Szt Veronika, 1. század
- Szent György, Anglia védőszentje. A legenda szerint tűz jött le az égből, és földrengés pusztította el a pogány templomokat. Sárkány elleni harcának mítoszát is beillesztették a történetébe.
- Alexandriai Szent Fruzsina. A legenda szerint egy gazdag alexandriai polgár lánya, aki a kereszténységnek szentelte magát és apáca lett.
- Szent Kristóf. Védőszentként és az utazók védelmezőjeként Kristóf sokáig nagyon népszerű volt. A 20. században az egyház liturgikus naptárából azonban törölték, mivel nincs bizonyíték a létezésére.
- Alexandriai Szent Katalin. Létezését régóta kétségbe vonták. Ünnepét 1969-ben eltávolították az egyház liturgikus naptárából, de 2002-ben II. János Pál pápa opcionális emlékként visszaállította.
- Antiochiai Szent Margit. Életére nincsenek dokumentumok; létezése fiktívnek tűnik. Élettörténetei minden bizonnyal a középkori nép szórakoztatását szolgálták.
- Szent Filoména Történetét 1802-ben a római Priscilla katakombában egy sír felfedezése inspirálta. A sírt azonban összetévesztették egy ókeresztény vértanú sírjával.
- Szent Elek, a legenda szerint késő ókori római remete. A 10. század vége előtt nevének nyoma sem található a nyugati vértanúságokban vagy liturgikus könyvekben.
- Szent Eustachius. A középkorban Eustachius népszerű szent volt, de történetének hitelességét már régóta vitatták.
- Szent Borbála vagy Barbara. A legenda szerint gyönyörű lány volt, akit apja egy toronyban tartott távol a külvilágtól. Bebörtönzése alatt levelezett Órigenész keresztény filozófussal, anélkül, hogy apja tudott volna róla. 1969-ben eltávolították az általános római naptárból, de a katolikus egyház szentjeinek listájáról továbbra sem.
- Szent Zsófia

### Szűz Mária
A katolicizmusban számos eset történt Mária isteni rangjának megerősítésére. A római katolikus egyház többek között azt tanítja, hogy Mária a mennyek királynője (Regina Coeli), örök szűz, és a mennybe felment megváltótárs. De Mária mennybe való felmeneteléről abszolút nincs szó a Bibliában.
Az az elképzelés, hogy Mária magasabb rendű lény, mint más emberek, nem Jézustól származik. Jézus szemében csak egy „eszköz” volt, akitől ő megszületett és gyakran elutasítólag beszélt róla.
A Mária-tisztelet nem volt jelen az őskeresztény egyházban. Legkezdetibb nyomai a 2. század kereszténységében lelhető fel, amikor egyes írók Máriát, mint isten anyját kezdték el magasztalni. Ekkora tehető a legrégebbi ábrázolása is. De Mária-ünnepnek az első három században semmi nyoma sincs.
A legtöbb ókori népnél azonban fellelhető az anyaistennő-kultusz. Egyiptomban például Íziszt ábrázolták anyaistennőként és a nőiesség szimbólumaként, a gyermeke pedig Hórusz névre hallgatott. Hahn István ókortörténész alapján Mária, az istenanya nem más, mint az egyiptomi Ízisz kereszténnyé lett mása; ezért nagyon is érthető, hogy az istenanya kultusza éppen Egyiptomból kiindulva terjedt el.
A 4. századtól kezdve Máriának, mint isten anyjának a kultusza oly mértékben kibontakozott, hogy tiszteletére már templomokat is építettek. 431-ben az epheszoszi zsinat hivatalossá tette a Mária-tiszteletet.
A katolikusokat arra tanítják, hogy ha Máriához imádkoznak, akkor ő a kérésüket közvetíti a fiának, Jézusnak.
Az az elképzelés, hogy Mária a megváltótárs és egy másik közvetítő Isten és az emberek között, nemcsak Biblián kívüli (csak a Szentíráson kívül található), hanem bibliaellenes is (ellentétes a Szentírás kijelentéseivel). Az ApCsel 4:12 kijelenti, hogy Jézus az egyetlen megváltó. Az 1Timótheus 2:5 pedig hirdeti, hogy Jézus az egyetlen közbenjáró Isten és emberek között.
Mária dicsőítésének egy másik kísérlete az egyház Mária örök szüzességéről szóló tana. Azt állítja, hogy Mária egész életében szűz maradt. Ez a nézet először a 2. század második felében keletkezett Jakab protoevangéliuma apokrif szövegben vetődött fel, majd a 451-es khalkédóni zsinaton kapta meg ez a csodálatos erény Róma hivatalos elismerését.
A Biblia szerint Jézus megszületése egy természetfeletti fogantatás eredménye volt, amiben a földi apának nem volt szerepe. Jézus Mária elsőszülött fia volt, de nem az egyedüli gyermeke és egyetlen fia. Máté evangéliuma meg is említi Jézus fiútestvéreit: Jakab, József, Simon és Júdás. Majd pedig lánytestvéreiről is említést tesz. A lánytestvér többes számban áll, tehát legalább két húga volt, ha nem több. Ez alapján láthatjuk, hogy Mária legalább hét gyerek anyja volt. Az evangélium írója egy másik beszámolóban szintén említi Jézus testvéreit: Máté 12,46-50. A többi evangélium is beszámol Jézus testvéreiről. Az a nézet, hogy Mária egész életében szűz maradt, teljesen bibliaellenes.

### A szentgyónás
A katolikus kultuszban a papnak való gyónás szükséges az „üdvösséghez” azok számára, akik bűnt követtek el a keresztségük után.
Létezik a bűnvallásnak egy bizonyos módja, amit a Biblia is tanít, de a kritikusok alapján ez nem gyónás egy nőtlen pap fülébe. Az Újszövetség azt mondja, hogy „valljátok meg bűneiteket egymásnak.” 
Ezen szavak nem fülbegyónásra ösztönöznek. Ha ez a versszak alátámasztaná a gyónásról szóló katolikus elképzelést, akkor nem csak a hívőknek kellene gyónniuk a papok fülébe, hanem a papoknak is a hívők fülébe.
Amikor Simon mágus Szamáriában a keresztsége után bűnt követett el, Péter nem azt mondta neki, hogy kezdjen el gyónni. Azt sem mondta neki, hogy gyakran mondja el az Üdvözlégy Máriát. Ehelyett azt mondta, hogy „térj meg a gonoszságodból” és „kérjed Istent” a bűneid bocsánatáért. Amikor maga Péter követett el bűnt, megvallotta bűnét Istennek és bocsánatot nyert.
A Biblia azt tanítja, hogy a hívő Istennek vallja meg a bűneit, mert ő az, aki eltörli azokat. Csak azok nyernek örök életet, akiknek Isten megbocsátott. Egy gyarló pap nem képes az ember életét és bűnbánatát átlátni.
A gyónás gyakorlata a kereszténység előtti, ókori misztériumvallásokhoz vezethető vissza. Mai formájában az őskeresztények között nem volt ismert. A fülbegyónás katolikus gyakorlata a kora középkori kelta szerzetesek által terjedt el.

### A szentmise
A szentmise a katolicizmusban az egyik legfontosabb szertartás.
A katolikus enciklopédia alapján „a tanításunk fő forrása... a hagyomány, amely a legkorábbi időktől kezdve könyörgő áldozatnak tekinti a miseáldozatot.” E nézet megegyezik a kritikusokéval, miszerint a katolikus mise a hagyományon, nem pedig a Biblián alapszik.
A mise bonyolult szertartásával kapcsolatban egy szerző a következőket írja: „A mise... a ragyogó színek, fények, ruházatok, zene, illatok látványossága. Különös pszichológiai hatása van annak, hogy számos begyakorolt miséző pap az imádók közönségétől teljesen függetlenül egy impozáns szertartást végez. Ezek valóban csak szemlélődők, nem résztvevők. Olyan szemlélődők, mint az ókori misztériumkultuszokon a látogatók.”
Egy katolicizmust leíró mű a következő módon összegzi a mise ceremóniáját: A pap a kereszt jelét 16-szor rajzolja a levegőbe, 6-szor fordul a gyülekezet felé, 11-szer felemeli a szemeit az ég felé, 8-szor megcsókolja az oltárt, 4-szer összekulcsolja a kezeit, 10-szer a mellére üt, 21-szer meghajtja fejét, 8-szor térdet hajt, 7-szer meghajtja a vállait, 30-szor megáldja az oltárt a kereszt jelével, 29-szer a kezeit az oltárra helyezi, 11-szer titokban imádkozik, 13-szor hangosan imádkozik, veszi a kenyeret és a bort és Krisztus testévé és vérévé változtatja, lefedi és felfedi a kelyhet 10-szer.. (Meg kell jegyezni, hogy az 1962-es forrás a liturgikus reform előtti, un. Tridenti liturgia idején íródott. Az 1966 óta érvényben levő "új liturgia" ennél valamivel visszafogottabb a külsőségekkel kapcsolatban.) A szertartás bonyolultságán még fokoz a díszes ruházat, a gyertyák, a harangok, a tömjénezők, a zene és a hivalkodó pompa, amiről híres a katolikus vallás. A kritikusok alapján a pogány kultuszokra épült ceremónia éles ellentétben áll az egyszerű emlékvacsorával, amit Jézus alapított.

### A transzszubsztanciáció (átlényegülés)
A katolikus enciklopédia kijelenti: A szentmise ünneplésekor a kenyér és a bor Krisztus testévé és vérévé változik. Egyedül a külső megjelenés, a kenyér és a bor hasonlósága marad meg. Ezt nevezik átlényegülésnek. Nézetük alapján az eucharisztia szentségében a  kenyér és a bor anyaga nem marad meg eredeti állapotában, hanem a kenyér szubsztanciája Krisztus testévé, a bor anyaga pedig az ő vérévé alakul át. Ennek a meggyőződésnek a bizonyítékát Jézus szavaiban vélik felfedezni, aki az utolsó vacsorán a tanítványoknak ezt mondta a kenyérről: „Vegyetek, egyétek! ez az én testem” és a pohárról pedig: „Igyatok belőle mindnyájan; mert ez az én vérem.” 
A tridenti zsinat kimondta, hogy az átlényegülés tanában való hit nélkülözhetetlen az üdvösséghez és átkot mondott ki azokra, akik tagadják annak igazságát. A zsinat elrendelte, hogy a papok magyarázzák meg a hívőknek, hogy a misén az áldozati kenyér és bor nemcsak Krisztus húsát, vérét tartalmazza, hanem „Krisztus teljességét”. A Katolikus Enciklopédia biztosítja olvasóit, hogy Krisztus valós jelenlétének a dogmája azt jelenti, hogy az Eucharisztia minden egyes részében a teljes Krisztus testével, vérével, lelkével, isteni és emberi mivoltával valóságosan jelen van.
Jézus fenti szavainak a szó szerinti értelmezése számos problémát okoz és nem veszi figyelembe, hogy a Biblia gyakran beszél képletes értelemben. Semmi bizonyítéka nincs annak, hogy bármi változás is történne a katolikus szertartás során a kenyérrel és a borral.
 Amikor a pap megáldja az ostyát, a következő latin szavakat mondja: Hoc est corpus meus. Tekintettel arra, hogy semmiféle változás nem történik, érthető, hogyan jött létre ezekből a szavakból a hókusz-pókusz kifejezés.
Miután a pap az ostyát „Krisztussá” változtatta, belehelyezik a szentségtartó közepébe (monstrancia), ami egy ragyogó nap alakú ékszer. Ezután a monstrancia előtt a katolikus hívők meghajolnak és az ostyát mint Istent tisztelik.
Will Durant amerikai történész szerint a katolikus átlényegülésben gyakorolt szertartás „egyike a legősibb pogány vallásos ceremóniáknak”. Sokak véleménye szerint ez a gyakorlat azon ősi népek szokásához hasonlít, akik fétiseket tiszteltek.
Az ókori Egyiptom vallásában egy süteményt szentelt fel egy pap, amiről azt állították, hogy Ozirisz testévé vált. Ezt a szertartás során elfogyasztották. A süteményhez pedig bort ittak.
Hasonló rítusok történtek a Mithrász-kultuszban és az ősi Mexikó vallásaiban.

## A pápaság
A római katolikus egyház élén a pápa áll. Katolikus tanítás szerint ez a férfi Péter apostol utódja, az egyház vezetője, Krisztus földi helytartója.

### Szt. Péter, mint első pápa
A katolikus hitnek megfelelően Jézus Pétert nevezte ki az ő földi egyháza vezetőjének és Péter később Rómába utazott és ebben a minőségben ott 25 éven keresztül szolgált. Az állítás szerint tőle származott a pápák öröksége mind a mai napig.
Azok az állítások, amelyek szerint Róma egyházát Péter alapította, vagy hogy ő szolgált volna első püspökeként, erősen vitatottak, és olyan hagyományokon alapulnak, amelyek nem korábbiak, mint a 2. század közepe vagy vége. Péter 25 éves római püspökségének hagyománya nem korábbi, mint a 3. század elejéről vagy közepéről származik. De nemigen lehetett Róma mai értelemben vett püspöke, mert az ő idejében még nem alakult ki az episzkopális (hierarchikus) egyház.
Az Újszövetség nem támasztja alá azt az állítást, hogy Péter volt a római gyülekezet vagy az egész egyház első vezetője vagy püspöke. Nem is említi meg, hogy Rómában szolgált volna, illetve hogy ott is halt volna meg. Olvashatunk utazásairól Antiókhiába, Szamáriába, Joppé és Cézárea városaiba, valamint más helyekre, de Rómáról nem történik említés. Azt közli még a Szentírás, hogy Pál apostol elsősorban a pogányok között, míg Péter a zsidók között szolgált. Pál i.sz. 57 körül írta levelét a római keresztényeknek, amelyben huszonhét személyt üdvözölt, de Péter nevét nem említette. Péter, aki a 60-as években meghalt, nemigen lehetett ott 25 évig. Általános nézet szerint csak Pál után (61) érkezhetett oda.
Jézus az egyenlőség elvét tanította a követői és az apostolai között is:
„Jézus magához hívta őket, és azt mondta nekik: »Tudjátok, hogy akiket a nemzetek fejedelmeknek tekintenek, azok uralkodnak rajtuk, és a nagyok hatalmaskodnak felettük. Köztetek azonban ez nem így van, hanem aki nagy akar lenni, az legyen a szolgátok; aki pedig első akar lenni köztetek, az a szolgája lesz mindenkinek.” (Márk 10,42-45)
Megparancsolta nekik, hogy ne használjanak olyan címeket, mint az „atya”:
Atyátoknak se hívjatok senkit a földön, mert egy a ti Atyátok, a mennyei. (Mt 23,9)
Ezzel szemben a katolikus egyházban a papokat atyának nevezik és a pápa szó is atyát jelent. Gyakran nevezik Szentséges Atyának.
Amikor Jézus arról beszélt, hogy az egyházát egy kősziklára fogja építeni, a tanítványok sem gondoltak arra, hogy ez Péter felmagasztalását és föléjük rendelését jelenti. Máté evangéliumának 18. fejezete is ír arról, hogy a tanítványok kérdezik őt, hogy ki a legnagyobb. De Jézus nem Péter nevével felelt. Valójában csak a 3. század eleji Callixtusz idejétől kezdték idézni Máté 16,18-at annak bizonyítására, hogy az egyház Péter személyére épült és ezért Róma püspöke és utódja volt.

### A pápai tévedhetetlenség
A pápai tévedhetetlenség gondolata a középkorra megy vissza  és a katolikus egyházon belüli hagyományból származik, amely a keresztény politika és teológia irányításában Róma makacsságából ered, és amely nézetet végül dogmaként rögzített az I. Vatikáni Zsinat.
A kritikusok ezt a dogmát az egyház arroganciájának és a józan ész hiánya egyik példájaként tekintik. A nem katolikus keresztények elutasítják a pápai tévedhetetlenség dogmáját, és – amint azt VI. Pál maga is felismerte – ez a dogma  „kétségtelenül a legsúlyosabb akadály az ökumenikus úton”.  Néhány katolikus, például Hans Küng teológus vagy Garry Wills történész is megkérdőjelezte a katolikus egyházat, amiért az dogmaként definiált és továbbra is fenntart valamit, amit az egyházon kívül abszurdnak tartanak. Hans Küng bírálta az egyházon belüli „szabadság hiányát”. Többek közt azzal érvelt, hogy a pápai tévedhetetlenségre nem lehet a Szentírásból kikövetkeztetni. A Vatikán válasza is megérkezett nemsokára, Joseph Ratzinger akkori bíborostól, a Hittani Kongregáció prefektusától, aki megtiltotta Hans Küngnek, hogy továbbra is katolikus teológiát oktasson.

## A papság és a szerzetesség
A római katolikus egyház azt tanítja, hogy különbséget kell tenni a papság és a „világiak” között.
Vele szemben az Újszövetség határozottan minden hívő küldetését és "papságát" tanítja.

### Tonzúra
A tonzúra egy az egyház által bevezetett szokás, amiben egy embert befogadnak egy egyházi rendbe a hajának levágása által. A korai kereszténységben nem használták, se Jézus, se az apostolok, se az őskeresztények. Sőt, még később is elutasította Szent Jeromos egyházatya, hogy az egyházi tisztviselők leborotválják a fejüket. A 6. századra azonban általános szokássá vált.
Korábban Egyiptomban Ozírisz papjait a fejük leborotválása különböztette meg. Ez volt az ősi szokása Mithrász-kultusz papjainak is, akik a tonzúrájukkal a napkorongot imitálták.
Maga a Biblia is tanúskodik arról, hogy igen ősi szokás ez, amit már a mózesi időkben ismertek. A Biblia azonban ezt a szokást a papok számára megtiltotta: 
„Ne borotválják kopaszra a fejüket!” 
„Hajatokat ne vágjátok kerekre!” 

### Cölibátus
A katolikus egyház a cölibátust a Szentlélek által adományozott karizmának tekinti, amely az egyház alapján lehetővé teszi az ember számára, hogy teljes mértékben elkötelezze magát Isten országának szolgálatára.
A papok cölibátusának elrendelése csak fokozatosan alakult ki az egyházban. Először az elvirai zsinaton jelent meg, amelyet később Siriciusz pápa megerősített a 385. évi közvetlen rendeleti levelében, amelyben kimondta, hogy ez a megbízás az apostoloktól származik. Azonban általános szokássá az ismételt zsinati rendelkezések és a házas papok és feleségeik ellen hozott büntető rendelkezések ellenére sem vált.
A középkor folyamán a papok gyakran megházasodtak, gyermekeik születtek, szeretőket tartottak, egyes körzetekben pedig az ágyasok tartását legálisan is engedélyezték. Amikor V. Pál pápa kísérletet tett a Szent Városban a törvényes bordélyházak megszüntetésére, akkor a városi szenátus azzal az indokkal hiúsította meg a tervének végrehajtását, hogy ezeknek a helyeknek a léte az egyetlen módja annak, hogy a papokat megakadályozzák „feleségeik és leányaik elcsábításában.”
A házasság tiltása a tisztaság előmozdítása helyett gyakran bűnhöz és kicsapongásokhoz vezet. 
A protestánsok a papok cölibátus fogadalmát kritizálják, hogy az csak rosszat szül. Megemlítik, hogy Péter apostol (a katolikus egyház szerint az első pápa) is házas volt. A Biblia nem ír elő kötelező nőtlenséget, sőt Pál apostol levele alapján a püspököknek „egy feleség férjeinek” kell lenniük. Arról is írt, hogy akik távol vannak az igaz hittől, azok köteleznek értelmetlen dolgokat, így tiltják a házasságot is. 
A modern korban, amikor katolikus papok ezrei követnek el gyermekmolesztálást, a klérusból sokan a papi cölibátusra vonatkozó előírások felülvizsgálatára szólítottak fel.
A francia újságíró, Frédéric Martel  A Vatikán kínos titkai című tényfeltáró könyvében foglalkozik vele, hogyan védi a katolikus egyház a merev szexuális erkölcsöt: a cölibátus csak a heteroszexualitásra vonatkozik. A Vatikánt Szodomához hasonlította és nézete szerint a népességhez viszonyítva itt található a világ egyik legnagyobb homoszexuális közössége.

### Szerzetesség
A szerzetességnek nincs semmiféle bibliai alapja. Krisztus nem hívta fel tanítványait egy speciális, szabályokon alapuló szent rend kialakítására, amelyet vallási rituálék napi ritmusa jellemez.
Évszázadokkal azelőtt, hogy az első keresztény szerzetesek elkezdtek kolostorba bezárkózni, Pál apostol figyelmeztette a kolosszéi gyülekezetet az emberek által megszabott szabályokra: 
Ha tehát Krisztussal meghaltatok a világ elemeinek, miért vesztek magatokra szabályokat, mintha a világban élnétek: »Ne nyúlj hozzá, ne ízleld, ne érintsd!« Hiszen ezek mind arra valók, hogy a használat folytán elpusztuljanak. Csak emberi parancsokról és tanításokról van szó. A bölcsesség látszatát keltik az önkényes istentisztelettel, az alázatoskodással és a test sanyargatásával, de nincs bennük semmi érték. (Kolossé 2:20–22 ).
Pál részben azért ellenezte az ilyen vallási csapdákat, mert nem voltak hatékonyak az igazi szentség megteremtésében, nincs értékük az ember vágyainak megfékezésben és Isten akaratának teljesítésében. Az ember megszentelődése nem a szerzetesi regula vagy más emberi szabályok betartásán múlik.
A Jézus követésére való felhívás arra szólít fel, hogy az egyén „meghaljon” a saját önző vágyainak, így engedelmeskedve Isten akaratának. Ez azonban nem az aszkézisre és a világtól való elvonulásra való felhívás. Épp ellenkezőleg, ha emberek kivonják magukat az emberi közösségből, ha eltávolodnak a keresztény kötelességteljesítés és kereszthordozás színterétől, ha nem dolgoznak odaadóan az Úrért, akkor imáik csak a saját személyük körül forognak és önzővé válnak. A világtól elvonuló remeték vagy egy kolostorba bezárkózó szerzetesek és apácák nem tudják teljesíteni Krisztus parancsát, hogy „engedjék fényleni világosságukat az emberek előtt”. Jézus arra biztatta tanítványait, hogy szakítsanak az őket megkötő családi kötelékekkel, és legyenek hajlandók az életüket is feláldozni az evangéliumért, Azt mondta, hogy a két legnagyobb parancsolat az, hogy szeresd Istent teljes szívedből, és „szeresd felebarátodat, mint önmagadat”. Követőit mások megmentésére küldte ki  és az önzetlen szolgálatra szólította fel. Ez a világtól és emberektől való elzárkózásban nem valósul meg.
Voltaire a szerzeteseket a laikus hívők munkájából és pénzéből élő „parazitáknak” tekintette.

## Az egyház erkölcse
Minden olyan szervezettől, amely azt állítja magáról, hogy erkölcsöt tanít, elvárható, hogy az erkölcs általa képviselt mércéjének megfeleljen, kollektíven és minden egyes vezetőjében külön-külön. Jézus a hegyi beszédében a felebaráti szeretetet és a példamutatást, az egyszerűséget és anyagi lemondást, a világi gondolkozásmódtól való elkülönülést tanította.
Az egyház Krisztus örökösének és egyetlen igaz közösségének nevezi magát, amelyen kívül nincs üdvösség. Ennek ellenére az egész története tele van erőszakkal, brutalitással, korrupcióval,  csalással, gyilkossággal, házasságtöréssel, a legkülönfélébb erkölcstelenséggel, képmutatással, miközben kíméletlenül elnyomták a kritikusokat, akiket eretneknek neveztek, az egyházi szankciók, a kiközösítés és kiátkozás, a börtönbüntetés, a legkegyetlenebb kínzások és a halálbüntetés rendszerével.
Kritizálták az egyházat:
- a hatalomvágya, a politikában való részvétele miatt,
- az erőszakos eljárások; gyilkosságban való részvétel és arra buzdítás:
  - vallási türelmetlenség (→ eretnekség; kiátkozás)
  - háborúk, például a keresztes hadjáratok
  - az inkvizíció egyházi szentesítése és támogatása,
  - a kritikusokkkal és más gondolkodásúakkal való kíméletlen leszámolás (Bresciai Arnold, Husz, G. Bruno, Savonarola stb.),
  - népirtás [90][91] (→ katharok),
  - antiszemitizmus, zsidóüldözés,[92]
- a cenzúra (index librorum prohibitorum)
- a tudományellenesség (pl. Galilei-per, vagy XVI. Gergely pápa a vasutat a Sátán útjának tartja [93])
- a 20. századi nacionalista rezsimekkel való szövetségkötés (pl. az 1933-as Reichskonkordat a Szentszék és a náci Németország között)[94]

miatt is.
A középkorban a katolikus egyház jelentős szerepet játszott az antiszemitizmus előmozdításában. 
William I. Brustein történész alapján a zsidók elleni prédikációk további lendületet adtak annak az elképzelésnek, hogy ők kollektív felelősséggel tartoznak Jézus haláláért. A keresztények kezdték elfogadni azt a nézetet, hogy a zsidó nép egésze felelős Jézus meggyilkolásáért. A hamis ideológia és a gyűlöletkeltés a zsidók elleni erőszakhoz és az ellenük irányuló tömeggyilkossághoz vezetett Európában és az amerikai kontinensen is.
A modern kori kritikák főleg az egyházon belüli botrányokra összpontosítanak, különösen 
- a pénzügyi korrupcióra vagy
- a klérus szexuális és pedofil visszaélési botrányaira.

Carlo Maria Viganò egykori érsek, apostoli nuncius, vatikáni diplomata megfogalmazása alapján az egyház több intézményét, felülről lefelé, egy „korrupt maffia” foglalta el. Állítása alapján a pápa és az egyház befolyásos tagjai fedezték is a klérus, köztük egy amerikai bíboros szexuális visszaéléseit.
A katolikus egyház napjainkban is részben a képmutatása miatt haldoklik.

## Kritika más vallási közösségektől

### Protestantizmus
A szimónia, az üdvösség (búcsúcédulák) pénzen való árusítása, a bíboros tisztségre az unokaöccsek kinevezése, és egyéb nepotizmus és korrupció a Római Kúriában és más egyházi hierarchiában, valamint a humanizmus hatása, mind megrontotta az egyház és a pápaság iránti hűséget.
1517-ben egy Luther Márton nevű szerzetes számos problémával foglalkozott, amelyeket a katolikus egyházon belül látott. Téziseiben több olyan dologra is rámutatott, ami visszatetsző volt. Az egyik legsúlyosabb a búcsúcédulák árusítása volt. Az egyház magasabb vezetői korruptak voltak. Luther kijelentette, hogy magának a pápának túl nagy a hatalma az egyház és egyben a politika felett. Saját nézeteit is leírta a hitről. Ezek közé tartozott, hogy az üdvösség csak az Istenbe vetett hitből fakad, és hogy a Biblia az egyetlen forrás, amely útmutatást adhat (Sola Scriptura). Hitte, hogy minden keresztény egyenlő Isten előtt, és ezért egyáltalán nincs szükség pápára sem. Az általa elindított mozgalom protestáns reformáció néven vált ismertté, a katolikus egyház gyakorlataival szemben tiltakozók pedig protestánsok néven váltak ismertté. A protestánsok megkérdőjelezték az egyház „szenthagyományra”, és nem bibliai alapokra való támaszkodását. Elítélték a katolikus tanítóhivatal tekintélyét, amely dönt a hit dolgában és az üdvösség kérdésében.
Elvetették a klérus cölibátusának katolikus rendszerét is. A Bibliában olyan parancsnak, hogy a vallási vezetők, a papok vagy a hívek bármely osztályának a házasságtól egész életén át kötelezően tartózkodni kellene, nyoma sincs.
A protestáns reformátorok többsége, köztük John Wycliffe, Luther Márton, Kálvin János, Thomas Cranmer, John Knox, John Wesley, valamint a 16-19. századi protestánsok többsége a pápaságot az Antikrisztussal azonosította.

### Hagyományhű katolikusok
A hagyományhű katolikusok úgy látják, hogy a II. vatikáni zsinatot követően az egyház reformjai a liturgiában és a tanításban ellentétesek az egyház hagyományos tanításával. Egyes csoportok, mint például a Szent X. Piusz Társaság elutasítják a Szentszék bizonyos döntéseit.

### Más világvallások
Sokan logikátlannak tartják, hogy a léleknek van kezdete, de nincsen vége, és hogy az emberek a relatív rövid ideig tartó földi jó vagy rossz cselekedeteik után örökké tartó jutalmat (mennyország) vagy örökké tartó büntetést (pokol) kapnak. Még inkább elutasítják az egyház felsőbbrendű, abszolút vallás igényét, amely saját tanítása szerint az összes többi felett áll, és melyen kívül nincs üdvösség.
A hinduizmus mindent befogadó, mindent elnyelő, a szektásság vagy eretnekség nem játszik benne jelentős szerepet. Vele szemben a katolikus egy türelmetlen, exkluzív vallás, amely elutasító mindenfajta „tévelygéssel szemben, amely megfosztja Istent a tisztelettől és az embert az üdvösségtől”.
A buddhisták kritikája főleg az Isten-eszme ellen irányul. Ha Isten mindentudó, jóságos és mindenható, akkor nem teremtett volna ilyen siralmas világot, és nem tűrné, hogy a fájdalom tovább létezzen benne, nem gyönyörködne a bűnös örökké tartó szenvedésében sem. A legfőbb lényhez méltatlan az az elképzelés is, hogy Isten a gonosztevőt gyűlöli, és hogy csak a saját dicsőítésével törődik. Sok buddhista csak azt tudja erkölcsi tökéletességgel rendelkező lénynek elfogadni, aki mentes a szenvedélyektől, és a leggonoszabb bűnösnek is megbocsát és igyekszik segíteni.
Míg Jézus a békességről, a megbocsátásról és a szelídségről tanított, hogy a követői kölcsönösen segítsék és szeressék egymást, tartsák oda a jobb arcukat annak, aki megüti a balt, a katolikus egyháztörténelem zömmel az erőszakra épült és százezrek vérével íródott.
Vele szemben a hosszabb történelemmel rendelkező buddhizmus nevében soha egyetlen vércsepp sem hullott. A vallásüldözés náluk ismeretlen fogalom. A tanításai mindig kizárólag békés úton terjedtek. Csak politikai vezetők részéről történt más vallásúak elleni ellenségeskedés.

## Fordítás
- Ez a szócikk részben vagy egészben  a   Kritika katoličke crkve című szerbhorvát Wikipédia-szócikk fordításán alapul.  Az eredeti cikk szerkesztőit annak laptörténete sorolja fel. Ez a jelzés csupán a megfogalmazás eredetét és a szerzői jogokat jelzi, nem szolgál a cikkben szereplő információk forrásmegjelöléseként.